# Skärefly
Skärefly, Condica capensis, är en fjärilsart som beskrevs av Achille Guenée 1852. Skärefly ingår i släktet Condica och familjen nattflyn, Noctuidae. Arten är ännu inte funnen i Sverige. Inga underarter finns listade i Catalogue of Life.